# بول رامون ماتيا
بول رامون ماتيا (بالإنجليزية: Paul Ramon Matia)‏ (و. 1937 – م) هو محام، وقاض، وسياسي من الولايات المتحدة الأمريكية .

## التعليم
تعلم في كلية هارفارد للحقوق، وجامعة كيس وسترن ريسرف.